# The Tornados
The Tornados – brytyjski zespół instrumentalny, którego najpopularniejsze nagrania to: Telstar z 1962, Eric the Red, Globetrotter, Robot czy The Ice Cream Man.
The Tornados został utworzony przez Joe Meeka w 1961 a rozwiązany w 1967 po jego samobójczej śmierci. W połowie lat 70. zespół reaktywował się na krótko jako „The Original Tornados”.

## Skład
- Joe Meek

- Alan Caddy
- Clem Cattini
- George Bellamy
- Roger LaVern
- Heinz Burt[1]